# 몬텔라피아노
몬텔라피아노(이탈리아어: Montelapiano)는 이탈리아 아브루초주 키에티도에 있는 코무네이다. 이탈리아에서 알프스 이외 지역중에서 가장 작은 코무네이다.